# Tarsila do Amaral
Pour les articles homonymes, voir Amaral.
Tarsila do Amaral aussi connue sous le nom Tarsila, née le 1er septembre 1886 à Capivari (Brésil) et morte le 17 janvier 1973 à São Paulo (Brésil), est une artiste peintre brésilienne.
Représentative du courant du modernisme brésilien, elle est membre du groupe des Cinq (pt) aux côtés d'Anita Malfatti, de Menotti Del Picchia, d'Oswald de Andrade et de Mário de Andrade.
Sa toile Abaporu (1928) a inspiré au poète Oswald de Andrade le Manifeste anthropophage (1928), et de là le Mouvement anthropophage auquel elle a appartenu. 

## Biographie
Tarsila do Amaral naît en 1886 dans une riche famille bourgeoise de producteurs de café de la région de São Paulo et elle grandit en apprenant le français. Elle suit l'enseignement académique de Pedro Alexandrino Borges (pt), avant de partir, à 34 ans, en 1920 à Paris pour s'inscrire à l'Académie Julian puis à l'Académie Moderne. Elle y suit les cours des artistes Fernand Léger, Albert Gleizes et André Lhote,.
Lors de son séjour à l'étranger, la scène artistique brésilienne se transforme. Sa nouvelle modernité est exprimée lors de la Semaine d'art moderne de 1922 où sont organisées des présentations et des expositions en commémoration du centième anniversaire de l'indépendance du Brésil. Ce festival marque la rupture des artistes brésiliens avec l'art académique.
Lorsqu'elle revient dans son pays natal, elle est particulièrement inspirée par cette nouvelle vague et intègre O grupo dos cinco (le groupe des cinq), collectif de peintres et d'écrivains influents associés au Modernisme brésilien dont font partie Anita Malfatti, Oswald et Mário de Andrade, Menotti del Picchia. Basés à São Paulo, ils portent le mouvement moderniste.

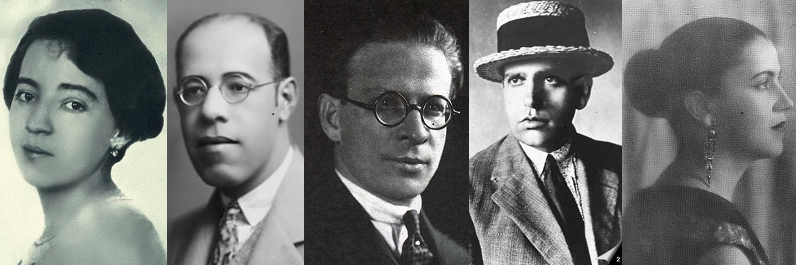
Le Groupe des cinq. De gauche à droite : Anita Malfatti, Mário de Andrade, Menotti del Picchia, Oswald de Andrade et Tarsila do Amaral

Sa production est la plus féconde entre 1923 à 1929, mais son succès fut limité, car les débuts du surréalisme attiraient toutes les attentions du public. Elle est la seule artiste latino-américaine à participer en 1928 et 1929 au Salon des vrais indépendants. En octobre 1929, elle participe au Salon des surindépendants Puis elle se tourne vers le Parti communiste et l'art réaliste et ce n'est que beaucoup plus tard, vers sa vieillesse, qu'elle reviendra à l'imagination et aux fantasmes.
Trois expositions consacrées à cette artiste se sont tenues à Paris, la première en 1926, la seconde en 2006 à la Maison de l'Amérique latine et la troisième en 2024-2025 au Musée du Luxembourg. Selon Paulo Herkenhoff, directeur du Musée des Beaux-Arts de Rio de Janeiro, elle est le « baromètre de la société brésilienne des premières décennies du XXe siècle[réf. nécessaire]. »

## Œuvre
Elle développe peu à peu un style particulier et coloré, mêlant sa culture brésilienne avec les techniques apprises à Paris comme les dessins préparatoires et la mise en valeur des compositions. Elle va présenter des toiles invitant à l'imagination et à la rêverie.

### Liste d'œuvres
- Chapèu azul, 1922 – Coleção Simão Mendel Guss
- Autorretrato (Manteau rouge), 1923, huile sur toile, 73 × 60 cm – Musée national des Beaux-Arts
- A Negra, 1923 – Musée d'Art contemporain de l'université de São Paulo
- Caipirinha, 1923 – Collection privée
- Rio de Janeiro, 1923 – Fundação Cultural Ema Gordon Klabin
- Carnaval em Madureira, 1924, huile sur toile, 76 × 65 cm – Pinacothèque de l'État de São Paulo
- A Cuca, 1924 – Musée de Grenoble[8]
- A Feira I, 1924 – Collection privée
- São Paulo, 1924 – Pinacothèque de l'État de São Paulo[6],
- O Mamoeiro, 1925 – Coleção de Artes Visuais do Instituto de Estudos Brasileiros - USP
- O Pescador, 1925 – Musée de l'Ermitage
- Vendedor de frutas, 1925 – Musée d'Art moderne de Rio de Janeiro
- Abaporu, 1928 – Musée d'Art latino-américain de Buenos Aires[6]
- A Lua, 1928 – Museum of Modern Art
- O Touro, 1928 – Musée d'Art moderne de Bahia
- Urutu, 1928, huile sur toile, 60,5 × 72,5 cm – Musée d'Art moderne de Rio de Janeiro
- Antropofagia, 1929 – Pinacothèque de l'État de São Paulo
- Calmaria II, 1929 – Acervo Artístico-Cultural dos Palácios do Governo do Estado de São Paulo
- Cartão-postal, 1929 – Collection privée
- Floresta, 1929 – Musée d'Art contemporain de l'université de São Paulo
- Composição (Figura só), 1930 – Musée d'art de São Paulo
- Operários, 1933 – Acervo Artístico-Cultural dos Palácios do Governo do Estado de São Paulo
- Segunda Classe, 1933 – Collection privée
- Costureiras, 1950 – Musée d'Art contemporain de l'université de São Paulo
- Batizado de Macunaíma, 1956 – Collection privée
- A Metrópole, 1958 – Collection privée

## Hommages
- Depuis 2008, un cratère de la planète Mercure est nommé Amaral en son honneur[9].